# Диомид Врач
Диомид Врач (Диомид Тарсский, Диомид Тарсянин) — раннехристианский святой, пострадавший при императоре Диоклетиане. По профессии врач. В православии Диомид почитается как целитель; его имя призывается во время совершения таинства елеосвящения.

## Житие
Согласно житийным данным, родился в городе Тарс в Киликии в благочестивой христианской семье. По профессии был врачом и, согласно житию, избавлял от духовных недугов, призывая имя Христово.
Переселившись из Тарса в Никею в Вифинии, исцелял и обращал в христианство многих жителей этого города, посещал темницы, где томились христиане, ухаживал за ними и укреплял в предстоящем мученичестве.
Когда император Диоклетиан (284—305) узнал о деятельности Диомида, он приказал воинам схватить его и привести в Никомидию. По пути Диомид попросил остановить повозку, сошел с неё, и, помолившись, скончался.

## Почитание
Почитание святого Диомида было широко распространено в Константинополе, уже при императоре Константине Великом (306—337) там был построен храм во имя святого мученика. В этом храме хранилась глава и другие мощи мученика Диомида. Примерно в первой половине VI века на том же месте, недалеко от Золотых ворот, возник посвящённый ему монастырь. Согласно «Хронографии» Продолжателя Феофана, церковь Святого Диомида была перестроена и украшена Василием I Македонянином (867—886), поскольку здесь он получил предсказание о восшествии на престол.
В честь святого Диомида названы острова в Беринговом проливе. Связано это с тем, что 16 августа (29 августа по новому стилю) 1728 года, в день памяти святого Диомида, экспедиция Витуса Беринга увидела остров, названный впоследствии Диомид.